# Nederlands kampioenschap 10 km 2013
Het Nederlands kampioenschap 10 km 2013 vond plaats op 29 september 2013. Het was de tiende keer dat de Atletiekunie een wedstrijd organiseerde met als inzet de nationale titel op de 10 km. De wedstrijd vond plaats in de stad Utrecht tijdens de Singelloop Utrecht.
Nederlands kampioen 10 km bij de mannen werd Khalid Choukoud en bij de vrouwen won Miranda Boonstra voor het tweede achtereenvolgende jaar de titel.
In totaal namen 392 atleten deel in verschillende leeftijdscategorieën.

## Uitslagen

### Mannen
| Rang   | Atleet                | Vereniging         | Tijd  |
| ------ | --------------------- | ------------------ | ----- |
| Goud   | Khalid Choukoud       | HAAG Atletiek      | 28.44 |
| Zilver | Jesper van der Wielen | AV Cifla           | 29.37 |
| Brons  | Tom Wiggers           | AV Haarlem         | 29.39 |
| 4      | Gert-Jan Wassink      | Argo               | 29.59 |
| 5      | Roy Hoornweg          | AV Passaat         | 30.20 |
| 6      | Olfert Molenhuis      | Groningen Atletiek | 30.44 |
| 7      | Wesley van der Gouw   | Prins Hendrik      | 30.50 |
| 8      | Joeri Wolf            | AV Cifla           | 30.56 |
| 9      | Mike Teekens          | Achilles           | 31.00 |
| 10     | Paul Zwama            | Phanos             | 31.00 |

### Vrouwen
| Rang   | Atleet               | Vereniging          | Tijd  |
| ------ | -------------------- | ------------------- | ----- |
| Goud   | Miranda Boonstra     | Nijmegen Atletiek   | 33.52 |
| Zilver | Jill Holterman       | AV Zaanland         | 33.53 |
| Brons  | Kim Dillen           | Eindhoven Atletiek  | 33.56 |
| 4      | Stefanie Bouma       | Groningen Atletiek  | 34.09 |
| 5      | Ruth van der Meijden | AV Asterix          | 34.10 |
| 6      | Mariska Kramer       | Friesland           | 34.17 |
| 7      | Immy Auck Kersbergen | Lionitas            | 35.13 |
| 8      | Eveline Martens      | Atletiek Maastricht | 35.21 |
| 9      | Leonie Balter        | AVON                | 35.51 |
| 10     | Jacelyn Gruppen      | AV'34               | 36.01 |

1999 ·
2005 ·
2006 ·
2007 ·
2008 ·
2009 ·
2010 ·
2011 ·
2012 ·
2013 ·
2014 ·
2015 ·
2016 ·
2017 ·
2018 ·
2019 ·
2021 ·
2022 ·
2023